# Austrogomphus
Genre
Austrogomphus  est un genre de libellules dans la famille des Gomphidae appartenant au sous-ordre des Anisoptères dans l'ordre des Odonates.

## Liste d'espèces
Ce genre comprend 15 espèces :
- Austrogomphus amphiclitus (Selys, 1873)
- Austrogomphus angeli Tillyard, 1913
- Austrogomphus arbustorum Tillyard, 1906
- Austrogomphus australis Dale in Selys, 1854
- Austrogomphus bifurcatus Tillyard, 1909
- Austrogomphus collaris Hagen in Selys, 1854
- Austrogomphus cornutus Watson, 1991
- Austrogomphus divaricatus Watson, 1991
- Austrogomphus doddi Tillyard, 1909
- Austrogomphus guerini (Rambur, 1842)
- Austrogomphus mjobergi Sjöstedt, 1917
- Austrogomphus mouldsorum Theischinger, 1999
- Austrogomphus ochraceus (Selys, 1869)
- Austrogomphus prasinus Tillyard, 1906
- Austrogomphus pusillus Sjöstedt, 1917